# Улица Красуцкого (Санкт-Петербург)
У́лица Красу́цкого — улица в Адмиралтейском районе Санкт-Петербурга. Проходит от Московского проспекта до Парфёновской улицы. На восток продолжается Киевской улицей.

## История
Ранее улица называлась Альбуминной, это название существовало с середины XIX века (по другим данным, с 1887 года). Оно произошло от Альбуминного завода, находившегося, на территории бывших Скотопригонного двора и бойни. На Альбуминном заводе из крови скота вырабатывался сывороточный альбумин. Этот белковый продукт применяется в кондитерском и текстильном производстве, а также для склеивания фанеры и при изготовлении лекарств.
15 мая 1965 года бывшей Альбуминной улице было присвоено имя секретаря комсомольской организации Грузового трамвайного парка, стахановца, Героя Советского Союза Евгения Ивановича Красуцкого (1918—1944). Когда началась Великая Отечественная война, Красуцкий добровольцем ушёл на фронт. 19 марта 1944 года командир батальона 1008 полка 266-й стрелковой дивизии 3-й Гвардейской армии 4-го Украинского фронта капитан Красуцкий был посмертно удостоен звания Героя Советского Союза. Его батальон 8 февраля 1944 года первым преодолел Днепр в районе Никополя. Захватив переправочные средства, комбат Красуцкий организовал форсирование реки бойцами батальона, который ворвался в Никополь. Тем самым батальон Красуцкого обеспечил переправу на плацдарм всего полка. 14 февраля Красуцкий был тяжело ранен, а 17 февраля от полученных ран скончался.
Ранее (1964) имя Е. И. Красуцкого было присвоено Грузовому трамвайному парку, в котором он работал, но в 1971 году Грузовой трамвайный парк объединили с трамвайным парком № 1.
В 2018 году название Альбуминная улица восстановили — его дали другой улице.

## Достопримечательности
- Дом 3, литера В — водонапорная башня Новых городских скотобоен. Построена в 1880—1882 годах по проекту инженера промышленных сооружений Михаила Петерсона.  781710767830005
- Дом 4, литера А — здание навеса для лошадей с цейхгаузом и с помещением для убоя лошадей подозрительного здоровья, 1892, арх. Лев Кекушев и В. Воеводский[1].
- Дом 4, литера Б — здание администрации конебойни, 1892, арх. Лев Кекушев и В. Воеводский[1].